# Lodovica Comello
Lodovica Comello est une actrice, chanteuse, danseuse et compositrice italienne, née le 13 avril 1990 à San Daniele del Friuli. Elle est surtout connue pour avoir joué de début 2012 à 2015 le rôle de Francesca Caviglia dans Violetta, une série télévisée produite par Disney Channel,.
Le 19 novembre 2013, elle a sorti son premier album intitulé Universo. Le deuxième, intitulé Mariposa, est sorti le 3 février 2015.

## Biographie
Née à San Daniele del Friuli, en Italie, elle suit des cours d'art dramatique-musicaux depuis son adolescence, en 2006.
Elle a pris des cours de musique à la « MAS : musique art et spectacle », une école à Milan, en Italie. Deux ans plus tard, elle est engagée  comme interprète pour la tournée de Il Mondo di Patty, en 2008/2009. La tournée a tenu des concerts en Italie et en Espagne. Elle est également apparue comme choriste pour Brenda Asnicar dans la tournée Antonella en Concierto en 2011.
À la fin de 2011, elle décroche le rôle de Francesca Caviglia dans la série Violetta.
Elle est mariée avec Tomas Goldschmidt, producteur argentin, depuis le 1er avril 2015. Lodovica donne naissance à leur fils, nommé Teo, le 16 mars 2020. 

## Carrière
Lodovica Comello a participé à des visites de Il Mondo di Patty, la version italienne de De tout mon cœur, en Italie et en Espagne en tant que danseuse avec Laura Natalia Esquivel. Elle a également participé en tant que chanteuse à la tournée européenne de l'actrice argentine Brenda Asnicar. 
Printemps 2011, le directeur de la MAS l'avait convoqué dans son bureau pour lui proposer de participer à l'audition de la nouvelle série argentine, Violetta.
Depuis fin 2011, elle fait partie de la série multinationale Violetta avec d'autres artistes tels que Martina Stoessel, Candelaria Molfese, Jorge Blanco et Clara Alonso. Elle joue le rôle d'une adolescente nommée Francesca Cauviglia, la meilleure amie de Violetta Castillo jouée par Martina Stoessel.
De juillet 2013 jusqu'au 3 mars 2014, l'actrice et ses camarades de Violetta sont en tournée. Cette tournée est passée dans douze pays différents en Amérique latine et en Europe.
Elle prête sa voix en italien à un monstre du groupe des filles dans Monstres Academy aux côtés de Martina Stoessel, toujours en 2013.
Le 31 octobre 2013, son premier single, Universo, sort sur Itunes et peu-à-peu, sur Youtube dont le clip officiel sorti le 7 novembre 2013 qui a franchi la barre des 2 millions de vues. Elle sort son premier album le 19 novembre 2013, intitulé Universo.  
Le 13 mars 2014, elle sort le clip officiel de sa chanson Otro Dia Mas. Le 5 septembre 2014, elle sort le clip officiel de la chanson I Only Want to Be with You. 
Le 31 janvier 2015, elle sort le clip officiel de la chanson Todo El Resto No Cuenta de son nouvel album, Mariposa. Elle sort son deuxième album le 3 février 2015, intitulé Mariposa. Le 1er février 2015, Lodovica commence une tournée mondiale pour ses albums Universo et Mariposa appelée Lodo Live 2015 qui est passée dans une dizaine de pays. Le 2 avril 2015, elle sort son autobiographie Tutto il le resto non conta. Le livre est sorti en avril 2015 en Italie puis en Pologne le 9 mai 2015. En juin 2015, Lodovica double le personnage de Joie dans la version italienne du film Vice-Versa. 
En 2016, elle présente la quatrième saison de Italia's Got Talent, version italienne de La France a un incroyable talent produit par Sky et mis en onde sur Sky Uno et TV8.
En février 2017, elle participe au Festival de Sanremo, qui permet de désigner le représentant de l'Italie à l'Eurovision.Elle se qualifie pour la soirée finale terminant à la 12e place.

## Filmographie
- 2012-2015 : Violetta : Francesca Cauviglia
- 2012 : V-Log de Francesca : Francesca Cauviglia
- 2013 : Monstres Academy : Brittney (voix en italien)
- 2015 : Vice Versa : Joie (voix en italien)
- 2016 : Poveri ma ricchi
- 2017 : La principessa e l'aquila (narratrice en italien)
- 2017 : Poveri ma ricchissimi

## Musique

### AvecVioletta
Dans la série télévisée Violetta, Lodovica chante :
Saison 1 :
- Juntos Somos Mas avec Jorge Blanco, Mercedes Lambre, Candeleria Molfese, Facundo Gambandé, Nicolas Garnier et Alba Rico
- Junto A Ti avec Martina Stoessel, Candelaria Molfese
- Veo Veo avec Martina Stoessel, Candelaria Molfese
- Ven Y Canta avec la troupe de Violetta
- Ser mejor avec la troupe de Violetta
- Tienes el talento, avec Facundo Gambandé, Martina Stoessel, Jorge Blanco, Alba Rico, Ruggero Pasquarelli, Mercedes Lambre, Pablo Espinosa.

Saison 2 :
- Codigo amistad  avec Martina Stoessel et Candelaria Molfese.
- Hoy Somos Mas avec la troupe de Violetta
- Euforia avec la troupe de Violetta
- Alcancemos Las Estrellas avec Martina Stoessel, Candelaria Molfese, Mercedes Lambre et Alba Rico
- On Beat avec la troupe de Violetta
- Algo Se Enciende avec la troupe de Violetta
- Esto no puede terminar avec la troupe de Violetta

Saison 3 :
- En gira avec la troupe de Violetta
- Aprendí a decir adiós seule
- A mi lado avec Martina Stoessel et Candelaria Molfese
- Enceder Nuestra Luz avec Martina Stoessel, Candelaria Molfese, Mercedes Lambre et Alba Rico
- Ti credo seule
- Friends til the end avec la troupe de Violetta
- Es mi pasion avec la troupe de Violetta
- Llamamé avec la troupe de Violetta
- Crecimos Juntos avec la troupe de Violetta.

### En solo
Lodovica Comello sort le 19 novembre 2013 son premier album intitulé Universo.
Elle y chante:
- Otro Dia Mas
- Solo Musica
- Para Siempre
- Universo
- La Cosa mas Linda
- Una Nueva Estrella
- I Only Want to Be with You
- Universo (en italien)

Lodovica sort en 2015 son deuxième album intitulé Mariposa. Elle y chante:
- We are family
- Vuelvo
- Mi Amor pende de un hilo
- Il mio amore appeso a un filo
- Un vaggio intorno al mondo
- Todo el resto no cuenta
- Sin Usar Palabras (ft. Abraham Mateo)
- No voy a caer
- Io non cado più
- La historia
- Crazy love
- Historia blanca
- Libro bianco
- Ci vediamo quando è buio
- Tutto il resto non conta (en italien)
- Vado (en italien)

## Tournées
- 2013-2014: Violetta en Vivo
- 2015: Lodovica World Tour 2015
- 2017 : #Noi2Tour

## Récompenses et Nominations
| Année | Cérémonie ou récompense       | Prix                 | Travail nommé | Résultat   | Ref.   |
| ----- | ----------------------------- | -------------------- | ------------- | ---------- | ------ |
| 2013  | Kids' Choice Awards Argentina | Actrice TV favorite  | Violetta      | Nomination | [ 17 ] |
| 2014  | Fw En Vivo Awards             | Chanteuse de l'année | Elle-même     | Lauréat    |        |